# ウィリアム・レヴィット
ウィリアム・"ビル"・レヴィット（William Jaird Levitt,1907年2月11日- 1994年1月28日）はアメリカの不動産開発者・建築家。
アメリカの「郊外」（サバービア）の父とされ、「郊外の王」「郊外の発明者」とも呼ばれる 。
フォードにならい1万ドル以下の家を大量生産し、戦後アメリカの郊外開発の道を驀進し、 結果的に郊外のライフスタイルを創造した。
歴史家ケネス・ジャクソンは「米国では戦後の住宅に最も大きな影響を与えた家族がレビットだ。最終的に14万戸の住宅を建設した」と書いた。
ジャーナリストで歴史家のデビッド・ハルバースタムは「彼こそがアメリカン・ドリームを実現させてくれた男」だとした。
一方で、農地を次々に開発したこと、核家族化とアメリカ文化の均質化を推進したことへの批判も存在する。 

## 生涯
ユダヤ系のロシア移民とオーストリア移民の間の子として生まれた。祖父は東ヨーロッパでラビをしていた
不動産開発の父親アブラハム・レヴィットによって設立された企業レビット＆サンズの社長になると大恐慌に出くわし、ビルは　設計以外の会社のあらゆる側面を監督し、設計業務は、芸術的感性に恵まれた建築家である弟アルフレッドが務めた。
第二次世界大戦前は、レビット＆サンズは、ニューヨーク州ロングアイランドで高級住宅を中心に建設を行っていた。1930年代に、もともとはオンダードンクという地主が農園を開いていた、マンハセット（ニューヨーク州）北ストラスモアを高級住宅地区にした。
その後、アメリカ海軍設営隊に入隊し、太平洋の島に仮設飛行場をつくり、同僚たちと語り合い、戦後の住宅計画の夢を検討した。後年レヴィットは「海軍は素晴らしい研究所だった」と語る。
戦争から戻った後に、ウィリアム・レビットは、退役軍人たちのための手頃な価格の住宅が必要であることを見抜いた。

## レヴィットタウン(ニューヨーク)の建設
レビット＆サンズは、戦後の巨大な建築プロジェクトを実行する場所として、ニューヨーク・ロングアイランドのヘムステッド村付近の広大な土地の選択売買権（オプション）を格安で入手し、（第一次）「レヴィットタウン」と名付けた。
この、コミュニティー自体をつくるという仕事においてレヴィットが起こしたイノベーションは、「ベルトコンベアー」方式で家を作るということであった。
通常の組み立てラインでは、労働者が静止し、製品がラインを移動する。が、レビットの住宅建設では、製品（の家）は移動することができない。そこで、各工程を担当する作業グループを、家から家へ移動させた。プレハブ工法もやめ、事前に組み立ての出来る独自の方式を編み出した。当時登場したばかりの電動工具を使い、素人同然の大工でも作業ができた。重要な部分は事前に工場で作っておいた。また、もっとも手間と金のかかるアメリカ固有の文化「地下室」を廃止しスラブ工法にした。レビットの言い分：「古代ローマ人は地下室なんて作らなかった。あの偉大な古代ローマ人がだぞっ！」
また、「中間マージン」という概念自体を赦せなかったレヴィットは、完全子会社をいくつも作り、鉄のスクラップを大量に買い込んで釘を自前でつくり、セメントもつくり、オレゴン州の森林を買い、自前の製材工場で木材生産までした。
1948年7月には一週間で180戸、一日当たり36戸の家が完成していった。
ニューヨーク・タイムズに広告が載った。「復員兵のみなさん、アンクルサムと世界最大の建築業者が協力して、楽しいコミュニティーにチャーミングな家をご用意しました」ウンヌン。翌日、レヴィットのモデルハウスには群衆がつめかけた。人の数は日増しに増えていった。
1949年3月に申込み受付事務所がオープンすると、当日だけで1400件の契約が成立した。住民がニューヨークのレヴィットタウンに入居を始めたのは、その直後だった。
家は、57ドルという格安の月賦で、6995ドル～8000ドルで販売された。仮想客は若夫婦で、部屋数は5、敷地面積は18×30メートルで、家屋は総敷地面積の12%だったので、あとで必要に応じ建て増しができた。
この第一次レヴィットタウンには17000の家が並び、82000人が移住した。千戸ごとに一つのプールが造られ、学校は郡によって五つ建てられた。やがてキリスト教会もできた。
移住した男たちは自動車か電車に乗り、30km離れたマンハッタンまで通勤した。女たちは専業主婦になる場合が多く、一時期、アメリカでは、女性の社会進出の伸びがわずかに鈍った。住民たちはやがてレヴィッタウナーズ（レヴィットタウンの奴ら）として知られるようになる。

## 他のレヴィット計画

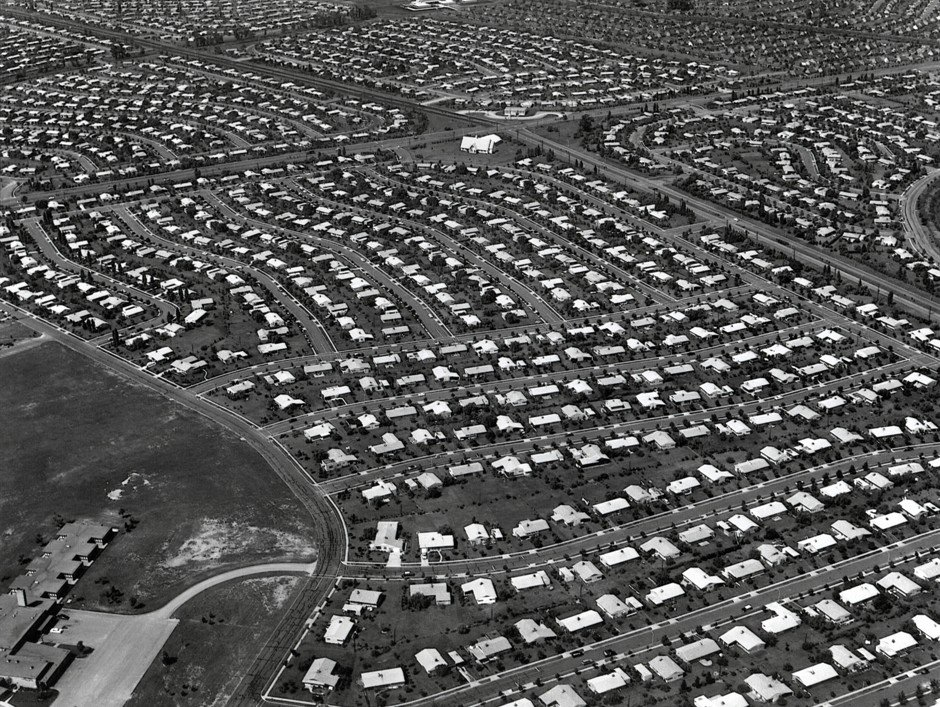
ペンシルバニアのレヴィットタウン

レビット兄弟は、続けて、1万7千の家（約10万人規模）からなる共同体を、バックス郡（ペンシルバニア州）に建設する（第二次レヴィットタウン）。住民入居開始は（早くも）1952年。
Willingboro（ニュージャージー州）は、もともとレヴィットタウンとして建設された。いまもレヴィットの名残が、レヴィット・パークウェイなどの通りの名前にある。
プエルトリコのレヴィットタウンは1960年に建設され、レビット計画の一部であった。
1950年代後半に、レビット＆サンズは、「ボウイのベルエア」という共同体をメリーランド州に開発した。
1957年に、彼らは、有名な「ベルエア・マンション」と不動産を獲得した。
また、パームコースト（フロリダ州）、バージニア州リッチモンドとフェアファックスにも住宅区を建設。
また、1960年代初頭に、同社は北ニュージャージー州で5000の家のコミュニティを構築。
レビットは、さらに、パリの近くに「セーヌ・エ・マルヌ」および「エソンヌ・メネシ」を建設した。
彼はフランク·P.ブラウン賞を1965年に受賞。
レビット＆サンズは、ITT（国際電話電信）に売却された。9000万ドル（当時の300億円）で。1968年に。
レビットは、その後、投資に失敗し、彼の富の多くを失った。

## 評価
ニューヨーク・タイムズの記者ポール・ゴールドバーガーはレヴィットの死亡記事において、「レヴィットタウンの家は社会的創造物だった。何千何万という中流家庭にとって、一戸建ての家に一家族が住むというはるかな夢が、現実の可能性に変わったのだ」とした。
いっぽう、レヴィット自身は自分の仕事を共産主義との戦いと認識し、「自分の家と土地をもっていたら共産主義者にはなれない。何しろ、あれこれやることが多すぎるから」と発言した。

## 建設した町と出来事
1. 1949：レヴィット、ニューヨーク
2. 1952：レヴィットタウン、ペンシルバニア
3. 1955：Willingboro、ニュージャージー州
4. 1957-1968：ボウイのベルエア、メリーランド
5. 1962：ストラスモア、ニュージャージー州
6. 1965：レヴィット、プエルトリコ
7. 1966：サマセット、ニュージャージー州

1. 1968：国際電話電信へ会社を売却。（最初のヨーロッパ・レヴィット・プロジェクトの建設。「バルジューLESIGNY」と「ル・パルク・デ・LESIGNY」、セーヌ・エ・マルヌ、フランス）

## 参照
1. ↑  “Little boxes.(brief history of William Levitt's Levittowns)”. Canada and the World Backgrounder. 2010年2月11日閲覧。
2. ↑  “Marquis Who's Who - William Levitt”. Marquis Who's Who. 2010年2月11日閲覧。 [リンク切れ]
3. ↑  “William Levitt”. Top Business Entrepreneurs. 2010年2月11日閲覧。
4. ↑  http://therealdeal.com/issues_articles/william-levitt-the-king-of-suburbia/
5. ↑  Suburban Legend WILLIAM LEVITT
6. ↑  Levittown - History and Overview of Levittown. Geography.about.com (2013-07-14). Retrieved on 2013-07-21.
7. ↑  Lacayo, Richard (1998年12月7日). “William Levitt”. Time Magazine 2010年10月1日閲覧。
8. ↑  “William Levitt: The king of suburbia”. The Real Deal. 2010年10月1日閲覧。
9. ↑  デヴィッド・ハルバースタム『フィフティーズ』p. 152
10. ↑  [リンク切れ]
11. ↑  “William Levitt: Biography from”. Answers.com. 2013年7月21日閲覧。
12. ↑  Austin N. O'Brien (1980年2月). “National Register of Historic Places Registration: Horatio Gates Onderdonk House”.  New York State Office of Parks, Recreation and Historic Preservation. 2010年10月30日閲覧。
13. ↑  デヴィッド・ハルバースタム. フィフティーズ. p. 153
14. ↑  地上で作った床スラブ(床版)などを，あらかじめ構築しておいた柱や壁を頼りに，ジャッキなどを使って所定の高さまでつり上げ，柱や壁に固定する建築の方法をいう。スラブの材料としては現場打ちのコンクリートによるものが多いが，鉄骨屋根の架構などにも応用される。利点としては，スラブを作る現場が地上であるため作業が安全で生産性もあがる，足場をはじめ型枠などの仮設材が節約できる，大型クレーンが不要である，工期の短縮が可能であるなどがある。
15. ↑  デヴィッド・ハルバースタム. フィフティーズ. p. 157
16. ↑  Baltz, Shirley Vlasak (1984). A Chronicle of Belair. Bowie, Maryland: Bowie Heritage Committee. pp. 84–88. LCCN 85-165028
17. ↑  デヴィッド・ハルバースタム. フィフティーズ. p. 152